# Premio Internacional Gadafi de los Derechos Humanos
El Premio Internacional Gadafi de los Derechos Humanos fue un galardón anual entregado por un conjunto de ONGs internacionales.
Fue fundado en 1988 por el Congreso General del Pueblo de Libia y nombrado en honor del líder de ese país, Muamar el Gadafi «en reconocimiento y gratitud al Líder revolucionario, y en consideración a su papel de afianzar el principio de la democracia directa, y a su permanente lucha, a su distinguida inspiración y a su continua incitación para consolidar la libertad del ser humano, y la publicación de la Gran Carta Verde de los derechos Humanos en la época de las masas, a fin de homenajear a los símbolos que luchan por los valores de la libertad para toda la humanidad, naciones, pueblos, grupos e individuos».
Junto con el premio, el ganador recibía $250.000 y en caso de varios ganadores el dinero era repartido entre los mismos (Fidel Castro donó el monto para la construcción de una escuela politécnica en República Dominicana). La elección del galardonado, en la que Gadafi no tenía voz ni voto, era de un comité presidido por Ahmed Ben Bella.
Desde la guerra de 2011 y el subsiguiente derrocamiento y asesinato de Gadafi, no se entrega más el premio.

## Ganadores

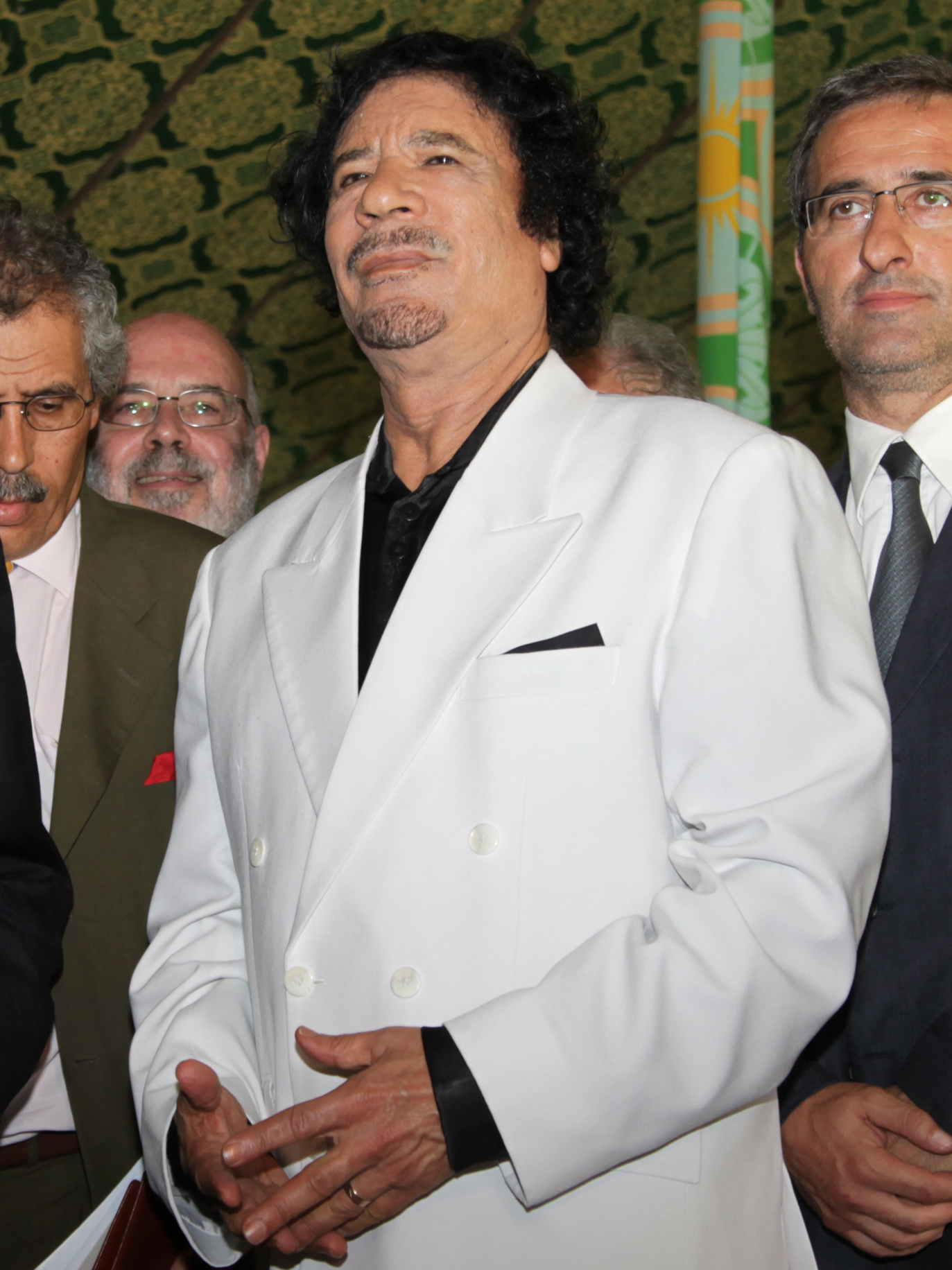
Muamar el Gadafi, inspirador del nombre del premio.

| Año  | Galardonado |
| ---- | --- |
| 1989 | Nelson Mandela |
| 1990 | Niños de Palestina |
| 1991 | Pueblos indígenas de las Américas |
| 1992 | Centro Africano para la Lucha contra el SIDA |
| 1993 | Niños de Bosnia-Herzegovina |
| 1994 | Unión de Pueblos y Sociedades de Derechos Humanos de África |
| 1995 | Ahmed Ben Bella y Francisco da Costa Gomes |
| 1996 | Louis Farrakhan |
| 1997 | Gracelyn Smallwood, Melchior Ndadaye (póstumo), Melba Hernández, Manal Younes Abdul-Razzak y Doreen McNally |
| 1998 | Fidel Castro |
| 1999 | Niños de Irak |
| 2000 | Souha Bechara, Joseph Ki-Zerbo, Evo Morales, el Movimiento de Septiembre y el Centro del Tercer Mundo |
| 2002 | Mamadou N'Diaye, Roger Garaudy, Ibrahim Al-Koni, Jean Ziegler Nadeem Albetar, Ali M. Almosrati, Khaifa M. Attelisie, Mohamed A. Alsherif, Ali Fahmi Khshiem, Rajab Muftah Abodabos, Mohamed Moftah Elfitori, Ali Sodgy Abdulgader y Ahmed Ibrahim Elfagieh |
| 2003 | Shenouda III |
| 2004 | Hugo Chávez |
| 2005 | Mahathir Mohamad |
| 2006 | Evo Morales |
| 2007 | Bibliotecas de Timbuktú |
| 2008 | Dom Mintoff |
| 2009 | Daniel Ortega |
| 2010 | Recep Tayyip Erdoğan |

## Estampillas
La Compañía General de Telecomunicaciones y Correos de Libia emitió en 1994 una serie de estampillas representando algunos de los ganadores del Premio Internacional Gadafi de los Derechos Humanos: